# Kim Trung, Hưng Hà
Kim Trung là một xã cũ thuộc huyện Hưng Hà, tỉnh Thái Bình, Việt Nam.
Xã có diện tích 5,83 km², dân số năm 1999 là 6.782 người, mật độ dân số đạt 1.163 người/km².

## Lịch sử
Theo Nghị quyết số 1664/NQ-UBTVQH15 tháng 6 năm 2025, sáp nhập toàn tỉnh Thái Bình vào tỉnh Hưng Yên. Giải thể huyện Hưng Hà và thành lập xã Hưng Hà trên cơ sở hợp nhất toàn bộ diện tích tự nhiên và dân số của 7 đơn vị hành chính của huyện là các xã Hòa Bình, Minh Khai, Thống Nhất, Kim Trung, Hồng Lĩnh, Văn Lang và thị trấn Hưng Hà.

## Hành chính
Xã có 7 thôn : Kim Sơn 1, Kim Sơn 2, Lập Bái, Bình Minh, Trung Thôn 1, Trung Thôn 2 và Nghĩa Thôn. Giáp với Xã Văn Lang, Xã Minh Tân, Thị Trấn Hưng Hà.

## Đình Lập Bái
Đình Lập Bái là di tích lịch sử văn hóa có từ thời nhà Đinh trên địa bàn xã Kim Trung, huyện Hưng Hà.
Phạm Trù quê ở trang Yến Vĩ, động Hương Tích, huyện Hoài An (sau đổi là Ứng Hoà), đạo Sơn Nam. Là người có chí lớn, hiềm vì vợ chết sớm, một mình gà trống nuôi ba con trai thơ dại (Tích Công, Thánh Công, Thành Công), lại bị sức ép của bọn trộm cướp ở địa phương - Phan Công Tề. Thấy Phạm là người trí dũng, bọn chúng buông lời dụ dỗ. Phạm quyết không theo, đành dắt díu đàn con đến trang Cổ Tiết (tên cũ của Cổ Bái) mở trường dạy học. Đinh Bộ Lĩnh trong buổi đầu dựng nghiệp phải thân chinh cùng với Nguyễn Bặc, Đinh Điền, Trịnh Tú đánh đường tìm đến tận nơi đón bốn cha con họ Phạm. Phạm Trù cùng với Nguyễn Bặc, Đinh Điền, Trịnh Tú trở thành bộ tứ mưu thần (rồng thao hổ lược). Ba người con tài ba của Phạm Trù đều được vua Đinh Tiên Hoàng phong tặng cho làm Thượng đẳng Phúc thần: Đệ nhất Tích Linh Đại Vương, Đệ nhị Thánh Đậu Đại Vương, Đệ tam Lê Hạnh Thành Đại Vương, Đương cảnh Thành hoàng Thánh bái Chân Giang Đại Vương.